# Ari (2025)
Ari (anhörenⓘ) ist ein französisch-belgischer Spielfilm von Léonor Serraille aus dem Jahr 2025.

## Inhalt
Der 27-jährige Lehrer Ari hat im Unterricht einen Zusammenbruch. Als Versager wird er daraufhin von seinem Vater vor die Tür gesetzt. Mit sich allein gelassen erneuert er alte Freundschaft und erkennt, dass auch andere Menschen unglücklich im Leben sind.
Ari vertritt in diesem Film die Generation Y, gut ausgebildete, sozial abgesicherte Endzwanziger, die auf unterschiedliche Weise mit dem Leben und seinen Härten umzugehen versuchen. Es sind immer wieder Kinder, die Ari den Weg aus der Melancholie zeigen können.

## Produktion
Der Film wurde am 15. Februar 2025 auf der 75. Berlinale im Wettbewerb um den Goldenen Bären uraufgeführt. Der Film wird von Be for Films vertrieben.